# Kościół św. Bartłomieja w Gliwicach (nowy)
Kościół św. Bartłomieja w Gliwicach tzw. nowy – neogotycki kościół w Gliwicach w dzielnicy Szobiszowice. Jest kościołem parafialnym parafii św. Bartłomieja w Gliwicach. Kościół jest jednym z największych na obszarze Śląska.
Kościół został wpisany do rejestru zabytków pod numerem 345/11 decyzją z dnia 4 lipca 2011 roku.
W pobliżu przebiega  trasa rowerowa nr 6.

## Historia
Ze względu na powiększającą się liczbę wiernych oraz zły stan techniczny starego kościoła, ale także przy wsparciu miasta i dobrej sytuacji finansowej parafii, postanowiono wybudować nowy kościół.
Prace, zainicjowane przez księdza Józefa Stryczka, późniejszego proboszcza, kierowane były przez Feliksa Wieczorka z Królewskiej Huty i F. Koźlika z Koźla według projektu wrocławskiego architekta Ludwika Schneidera.
Budowa trwała od 1907 do 1911 roku.
14 maja 1911 roku kościół został konsekrowany przez kardynała Gropa.
W 1945 roku kościół został nieznacznie zniszczony. W wyniku naprawy szkód przemurowano i zmieniono szczyt transeptu. Uszkodzone witraże zastąpiono kolorowym przeszkleniem.
W latach 1956–1957 w kościele wykonano nową dekorację malarską wnętrza, być może z wykorzystaniem wcześniejszej polichromii.

## Architektura i wnętrze
Kościół jest wybudowany w stylu neogotyckim, według projektu Ludwiga Schneidera.
Świątynia nie jest orientowana, posiada prezbiterium zwrócone na północny wschód. Kościół jest trójnawowy w układzie halowym, na planie krzyża łacińskiego z transeptem. Do wielobocznego prezbiterium przylega zakrystia i kaplica. Nawy boczne nieznacznie niższe od nawy głównej. Od południowego zachodu czworoboczna wieża o wysokości 92 m., zwieńczona neobarokowym dachem hełmowym. Na wieży zegar i dzwony. W dachu sygnaturka także z neobarokowym hełmem. Do kościoła prowadzi osiem wejść. Portal wejściowy główny dwukondygnacyjny, ostrołukowy, zdobiony płaskorzeźbami. Sklepienia krzyżowo-żebrowe, czteropolowe.

## Wystrój i wyposażenie
Wystrój kościoła oryginalny, neogotycki, pochodzi z lat 1910–1911. Ołtarz główny trójosiowy, wykonany przez firmę „Mrowiec-Meyer” z Żernik. W centrum ołtarza obraz św. Bartłomieja. Ołtarze boczne jednoosiowe, poświęcone św. Józefowi i Najświętszej Maryi Pannie. Ponadto ambona z baldachimem, chrzcielnica, stacje Drogi Krzyżowej i figury świętych. Witraże zachowane częściowo, polichromie na sklepieniach zamalowane.
W kościele znajdują się potężne 60-głosowe organy Paula Berschdorfa z Nysy. Są to największe organy w Gliwicach. Kościół może pomieścić około 6000 osób.
Oryginalne dzwony, największy o wadze 8200 kg, skonfiskowano w 1917 roku. Nowe zostały poświęcone 20 grudnia 1925 roku.

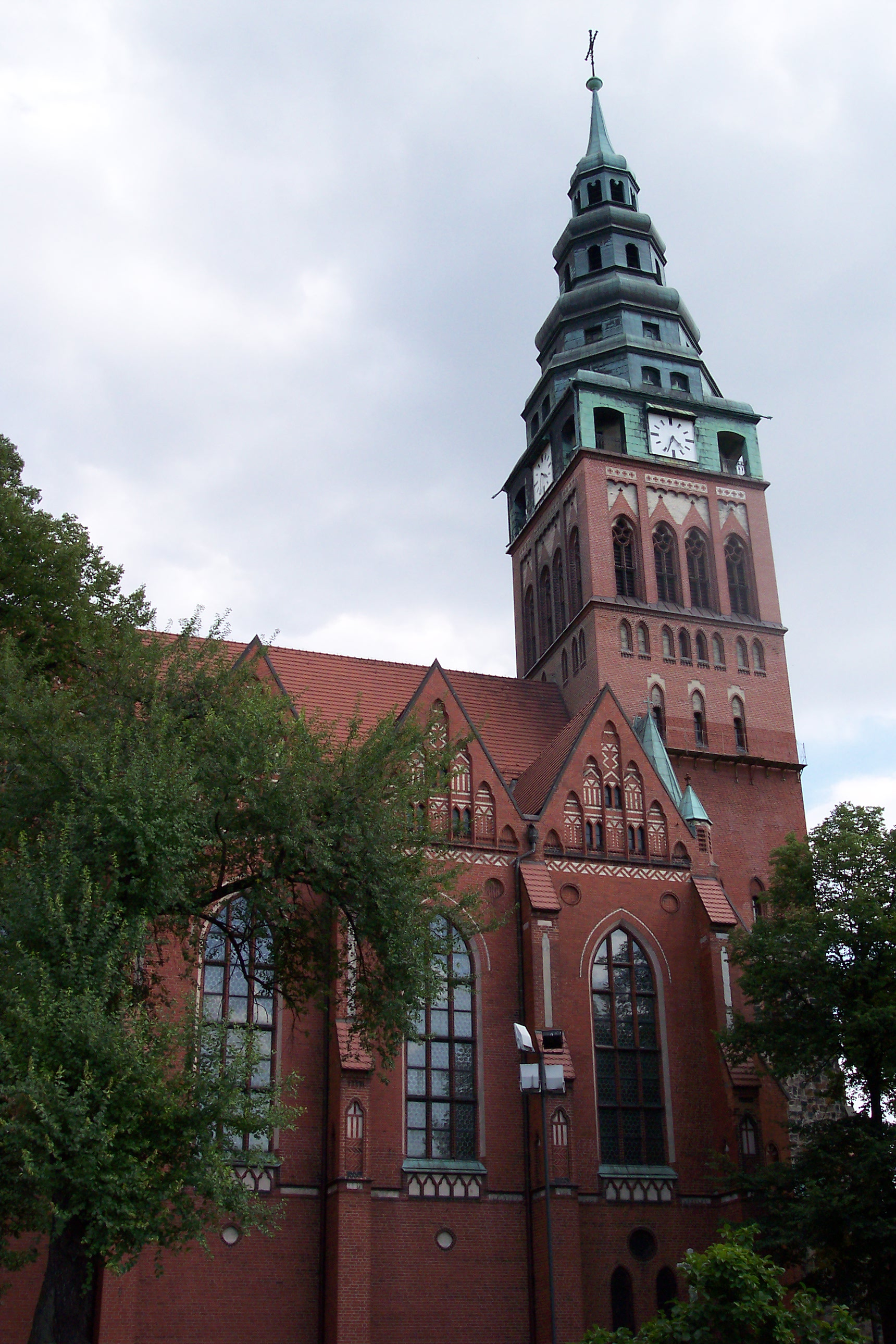
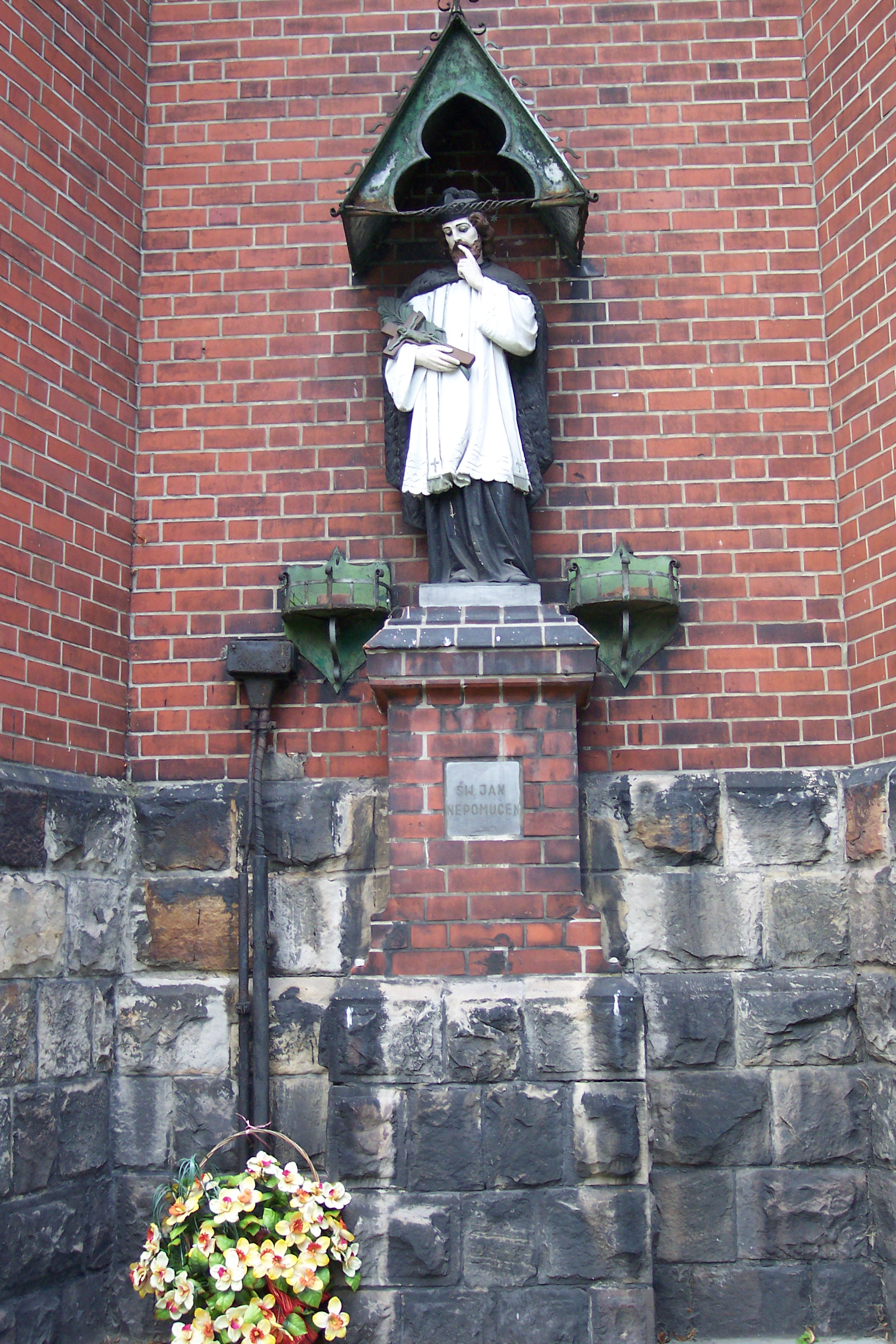
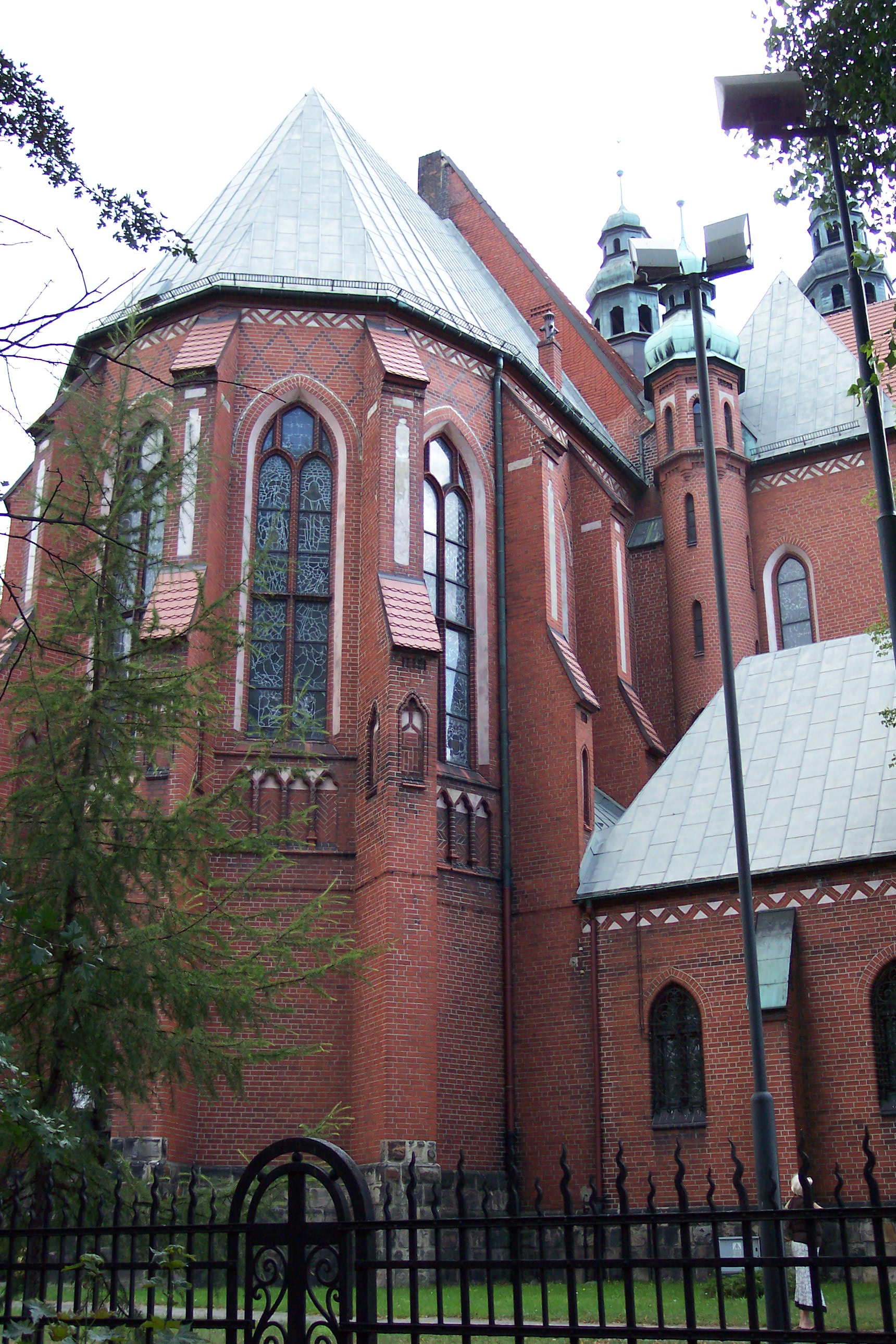
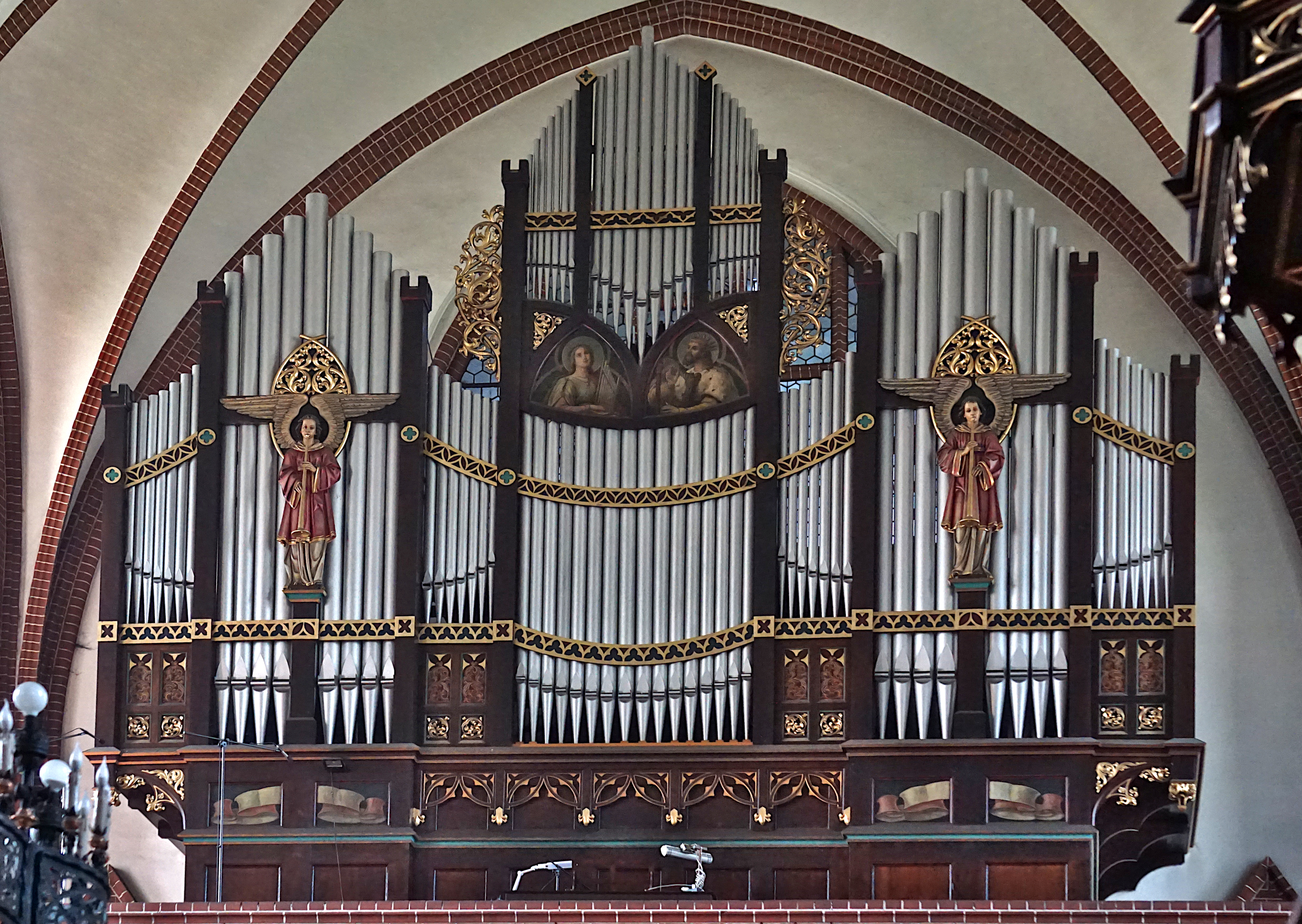